# Lincolnville, South Carolina
Lincolnville är en kommun (town) i Charleston County, och Dorchester County, i South Carolina. Vid 2010 års folkräkning hade Lincolnville 1 139 invånare.